# Davisia diplocrepis
Davisia diplocrepis is een microscopische parasiet uit de familie Sinuolineidae. Davisia diplocrepis werd in 1953 beschreven door Laird. 